# Amphipholis
Amphipholis är ett släkte av ormstjärnor som beskrevs av Thomas 1966. Amphipholis ingår i familjen trådormstjärnor.

## Dottertaxa tillAmphipholis, i alfabetisk ordning[1][2]
- Amphipholis andreae
- Amphipholis bananensis
- Amphipholis clypeata
- Amphipholis elevata
- Amphipholis erecta
- Amphipholis geminata
- Amphipholis goesi
- Amphipholis gracillima
- Amphipholis granulata
- Amphipholis kochii
- Amphipholis laevidisca
- Amphipholis limbata
- Amphipholis linopneusti
- Amphipholis littoralis
- Amphipholis loripes
- Amphipholis microdiscus
- Amphipholis misera
- Amphipholis murmanica
- Amphipholis nudipora
- Amphipholis patagonica
- Amphipholis pentacantha
- Amphipholis platydisca
- Amphipholis procidens
- Amphipholis pugetana
- Amphipholis puntarenae
- Amphipholis sigillata
- Amphipholis similis
- Amphipholis sobrina
- Amphipholis squamata
- Amphipholis strata
- Amphipholis subtilis
- Amphipholis tenuispina
- Amphipholis tetracantha
- Amphipholis torelli
- Amphipholis vitax